# 北部国家风景步道

路线图

北部国家风景步道（英語：National Scenic Trail，常常简称为 North Country Trail 或缩写为N.C.T.）是一条约4,600英里（7,400）的远足步道，从纽约州东部克朗波因特州级历史遗迹绵延到北达科他州中部的萨卡卡威湖州立公园。它是美国国会批准的11条国家风景步道中最长的一条。截至2017年上半年，步道已架设好3,009英里（4,843）。